# 女子推理社
《女子推理社》（英语：SHErlock）是中国大陆网络平台芒果TV首档全女性剧式沉浸推理节目，6位女嘉宾戚薇、张雨绮、李一桐、李雪琴、田曦薇、张艺凡组成女子推理团。

## 节目内容

### 第一季
「好好好推理社」接到委托調查關於「程拉拉失蹤」案件，由於程拉拉最後出現的地點為位於三班島的「1111新媒體公司」，推理社6名成員戚薇、張雨綺、李一桐、李雪琴、田曦薇及張藝凡偽裝為新加入公司的員工調查此案。期間穿插不同小案件和一個貫穿全季的大案件。
以女生感性，共情，溫柔，敏感，聰明為出發點，沉浸式帶觀眾經歷探案過程。
- 第1集：解救三班岛
- 第2集：三连罪
- 第3集：一名惊人
- 第4集：致命裁员
- 第5集：“满分”杀机
- 第6集：暗夜之光
- 第7集：死亡罚单
- 第8集：郁金香遗愿
- 第9集：十年悲歌
- 第10集：镜中迷境
- 第11集：步步为“迎”
- 第12集：再见，三班岛

### 第二季
作為第一季的延續，六名“好好好推理社”成員全員回歸，化身為酒店員工，沉浸式融入職場生活，執行全新任務。
- 第1集：回家的路
- 第2集：陽光的回響
- 第3集：消失的心跳
- 第4集：看不見的網
- 第5集：黑色"紀念日"
- 第6集：尾房的秘密
- 第7集：月夜之火
- 第8集：迷失娛樂城
- 第9集：惡魔的約會
- 第10集：百分之8的遊戲
- 第11集：錯位雙生
- 第12集：逃離新樂園

## 常驻成员

### 第一季 ～ 第二季
| 姓名         | 生日           | 職業                                | 備註                              |
| 好好好推理社 | 好好好推理社   | 好好好推理社                        | 好好好推理社                      |
| ------------ | -------------- | ----------------------------------- | --------------------------------- |
| 戚薇         | 1984年10月26日 | 歌手、演员                          |                                   |
| 张雨绮       | 1987年8月8日   | 歌手、演员、主持人                  | 因档期原因缺席第一季第7期中-第9期 |
| 李一桐       | 1990年9月6日   | 演员                                |                                   |
| 李雪琴       | 1995年7月1日   | 脱口秀演员                          | 因檔期原因缺席第二季第8-9期       |
| 田曦薇       | 1997年10月14日 | 演员                                |                                   |
| 张艺凡       | 2000年2月10日  | 歌手、舞者、演员、前硬糖少女303成员 |                                   |

## 节目演员

### 第一季
| 姓名   | 角色名稱     | 參與期數                                                                                 | 角色介紹                                                                                                |
| ------ | ------------ | ---------------------------------------------------------------------------------------- | --- |
| 沈楼兰 | 周更         | 第1、4、6期                                                                              | 1111新媒体公司,短视频部员工 第6期委托好好好推理社                                                       |
| 胡旭   | 关大柱       | 第1-7、9-12期                                                                            | 1111新媒体公司,直播部员工 爱聊八卦                                                                      |
| 妙静鸥 | 典小赞       | 第1、5-7、9-12期                                                                         | 1111新媒体公司,直播部员工                                                                               |
| 张睿婷 | 李仁丽       | 第1-7、9-12期 收官篇                                                                     | 1111新媒体公司,行政部，人力总监 第12期揭晓自己为《调查局派来的卧底》                                    |
| 白醋   | 刘迎迎       | 第1-4、7、9、11期 收官篇                                                                 | 1111新媒体公司,行政部，前台 手上被安装了芯片（毕总） 第11期被绑架,被严刑拷打 与同期被（安全与安心救出） |
| 邬倩   | 尚恋洁       | 第1、4-7、9期                                                                            | 整容后,利用新身份暗中收集毕总证据 1111新媒体公司,直播部部长                                             |
| 邬倩   | 戴明         | 第8-9期                                                                                  | 整容前,戴明 第8期出现 第1期开始整容利用新身份（尚恋洁）,报复毕总,第9期被康乐枪杀                        |
| 李剑云 | 张粉儿       | 第1-7、9-12期 收官篇                                                                     | 1111新媒体公司,直播部 马屁精 第10期升职为总监助理                                                       |
| 过薪   | 简三连       | 第1期                                                                                    | 1111新媒体公司前直播部总监 第1期被具干净推下楼                                                          |
| 张宸逍 | 方便         | 第1-12期                                                                                 | 1111新媒体公司普通员工，爱你永不便利店店员，与李仁丽有感情线                                            |
| 易群   | 伊美         | 第1期                                                                                    | 1111新媒体公司,直播部头部主播,后被辞退                                                                  |
| 易群   | 桂香（二美） | 第1期                                                                                    | 1111新媒体公司替身头部主播,弄伊美过敏 后被辞退                                                          |
| 易群   | 美娟（三美） | 第1-2期                                                                                  | 1111新媒体公司替身头部主播 后被辞退 具干净的女儿                                                        |
| 徐门子 | 安全         | 第1-7、9-12期                                                                            | 1111新媒体公司的保安 后升职后勤主管                                                                     |
| 云英磊 | 吴事申       | 后勤总监，被技术部员工赵八哥杀害并焚尸                                                   | |
| 刘庭君 | 陈队         | 警察                                                                                     | |
| 张舞阳 | 高光         | 头部主播化妆师，简三连之女友                                                             | |
| 刘君洋 | 郝韵莹       | 直播部员工，其工位位于直播部总监助理张粉儿工位右侧                                       | |
| 屈爽   | 具干静       | 保洁员工，美娟（三美）母亲，误以为女儿遭前直播部总监简三连羞辱而将其杀害                 | |
| 杜一新 | 博司         | 总裁                                                                                     | |
| 杨磊   | 裘冠铭       | 前商务部部长，因嫉妒其好友全求仁而将其设计杀害                                           | |
| 彭子軒 | 段梓王       | 前短视频部部长，拥有严格执行人生计划的病态，因为得不到“百分女孩”钱多多而将其杀害         | |
| 朱一诺 | 戴颜         | 商务部员工                                                                               | |
| 杨可欣 | 全芷如       | 商务部员工                                                                               | |
| 潘峻熙 | 欧印         | 商务部员工                                                                               | |
| 蒋申   | 黄金舟       | 商务部员工                                                                               | |
| 丁若虚 | 肖皇澈       | 商务部员工                                                                               | |
| 张悦   | 奚芮         | 商务部员工，因为得不到其他人关注，被肖皇澈职场霸凌，而下毒伤害其                         | |
| 刘雨晴 | 莫于霞       |                                                                                          | |
| 柳泽文 | 房火强       | 技术部员工                                                                               | |
| 董家硕 | 迟霍         |                                                                                          | |
| 傅铂涵 | 莫宝         |                                                                                          | |
| 黎明旭 | 杨小浩       | 短视频部员工，前商务部部长全求仁之弟弟                                                   | |
| 徐佳伟 | 谢霍(康樂)   |                                                                                          | |
| 房静   | 钱多多       | 行政部，前财务总监，被前短视频部部长段梓王设计杀害                                       | |
| 贾静雯 | 贾静雯       | 商务部部长                                                                               | |
| 雷加药 | 庄湘         |                                                                                          | |
| 段志豪 | 赵八哥       | 技术部员工，原为后勤总监吴事申的杀害对象，后来发现吴的计划将其反杀并焚尸，拥有专业潜水证 | |
| 魏笑   | 时万佳       |                                                                                          | |
| 郭婉冬 | 程拉拉       | “莫依来”开发者，被简三连，钱多多，赵八哥联合绑架并杀害                                   | |

### 第二季
| 姓名     | 角色名稱            | 參與期數                    | 角色介紹 |
| -------- | ------------------- | --------------------------- | --- |
| 黄懷霆   | 小馬                | 案件引入、第1-5、7、9、12期 | M市調查局警員。 |
| 管桐     | 黄隊                | 案件引入、第1-5、7、9、12期 | M市調查局警員。 |
| 程雅昭   | 丁玲玲              | 案件引入、第1、4、8期       | 於先導篇的案件引入中被發現死於推理社聚會場所的頂樓。 年年友娛樂城的總經理，芭蕾專業舞者。柯老貴前秘書，後於柯老貴結婚，2020年12月30日與舉辦婚禮。 第八期發現2010年被畢盛指使，把許曉麗騙去黃金娛樂城。 |
| 潘羞月   | Cici游茴英          | 第1-12期                    | T.W.O酒店市場傳訊部總監。 第四期開始兼任客戶服務部總監。 |
| 牛威     | Win毕盛             | 第1-9期                     | T.W.O酒店銷售部總監。 實際上是新樂園的繼承人候選之一, 統領白衣人。 年輕時利用丁玲玲及許曉麗的感情，後亦替大家長做盡各種骯髒事。 第九期違背大家長意愿與推理社成員李一桐談判，被調查局圍捕，被白衣人槍殺身亡。 |
| 楚禾     | Cindy千可迎         | 第1-7、11期                 | T.W.O酒店的前台。 有一不務正業的弟弟千可凡，使之非常困擾。 後發現實際上是Spark成員之一，死於白衣人槍擊之下。 |
| 朱軒熠   | Andy千可奧          | 第1-7、11-12期              | T.W.O酒店的前台。 雖然跟千可迎名字相近, 但與其並無親戚關係 |
| 劉冉     | Jerry李斌元         | 第1-7、10-12期              | T.W.O酒店禮賓員，精通八國語言。 |
| 雷豐瑞   | Tom荀羅             | 第1-7、10-12期              | T.W.O酒店保全。 |
| 王澤洵   | Alex魏世紀          | 第1-7、10-12期              | T.W.O酒店大廳酒吧調酒師。酒店明令禁止要他的聯繫方式，喜歡董禮怡。 |
| 文穎倩   | Amanda董禮怡/林茉茉 | 第1-7、9-12期               | T.W.O酒店大廳主管。不愛吃馬鈴薯。 第11期發現為林茉茉，為新樂園繼承人候補之一，在組織指使下殺害多人。 在得知自己身世後創立SPARK組織，處心積慮引女子推理社入局，希望推翻新樂園。 於12期重傷之下反殺白衣人和大家長，並脫離T.W.O酒店，現時在逃。                                                                          |
| 李霖霏   | 莫莉/林菲菲         | 第1-5、10-12期              | 冒充花店員工的記者，一直在調查新樂園和自己姐姐的去向。 本名林菲菲，為林茉茉(董禮怡)相差三年六個月的妹妹。 |
| 毛寬仁   | Gin吴宇             | 第1-6、10-12期              | T.W.O酒店市場傳訊部，口頭禪是「我真無語」。 |
| 曹楠     | Jacky闞简力         | 第1-7、9-10、12期           | T.W.O酒店行政部HR主管。 |
| 潘詩逸   | Anne班退芳          | 第1、3、5、7、9-12期        | T.W.O酒店晚班前台。 |
| 王俊杰   | Pony班如柱          | 第1、12期                   | T.W.O酒店晚班前台。 |
| 王若溪   | 阿林、易術緣        | 第1、11-12期                | 王慧畫的學生、王慧畫遺作「回家的路」真正的作者。 |
| 蘇眉月   | 陳嬌                | 第1期                       | M國註冊拍賣師、王慧畫遺作拍賣會拍賣師兼主持人。 |
| 吳維斌   | 王慧畫              | 第1期                       | 動物象徵為鼠，意為「偷竊」。新樂園八位最高精英之一。 好大喜功，不斷威脅甚至剽竊阿林的作品，來鞏固自己藝術家的地位。 第七期確認死亡，兇手不明。 |
| 譚銘韜   | 快遞員              | 第1期                       | 幫匿名人士運送好幾幅「回家的路」給董欣赏。 |
| 徐子健   | 屈那樂              | 第1期                       | 參加王慧畫遺作拍賣會貴賓。邀情函被阿林拿走導致無法進入拍賣會場。 |
| 彭士騰   | 劉媒體              | 第1、5期                    | 動物象徵為烏鴉，意為「顛倒是非」。 M市傳媒第一人，新樂園八位最高精英之一，第一期參加王慧畫遺作拍賣會。 第五期發現為爆一報的幕後推手。20年前誣諂自己丈人白院長，把其妻白珍珍關進精神病院。後因積欠賭債，為強迫白珍珍簽屬婚內房屋無償贈與的合約，並同意將其放出醫院。後在自己想陷害高徒的計畫中，被白珍珍以計中計殺害。 |
| 蘇嘉     | 邵業                | 第1, 12期                   | 參加王慧畫遺作拍賣會貴賓，新樂園成員之一。 |
| 陳悅     | 付瑪                | 第1期                       | 參加王慧畫遺作拍賣會貴賓。 |
| 劉彥汐   | 全總                | 第1期                       | 參加王慧畫遺作拍賣會貴賓。 |
| 吳佳儀   | 萬禮芙              | 第1期                       | 參加王慧畫遺作拍賣會貴賓。 |
| 辛淇     | May梅舟墨           | 第1-2期                     | T.W.O酒店市場傳訊部。 報稱為從梅氏集團派到T.W.O酒店的商業間諜，其職位由杜對琪補上。 第六期被發現原來已死亡，第七期發現為SPARK組織成員。 |
| 黃丹     | 董欣賞              | 第1-2、11-12期              | 王慧畫遺作拍賣會鑑賞員。 |
| 周震深   | 宫梓                | 第1-2期                     | 動物象徵-豬，意為「貪婪」。新樂園八位最高精英之一。 宮氏集團副總經理，高冷、難搞。健康主義，但喜歡吃甜的。T.W.O酒店廣為流傳一句話「T.W.O酒店門口路過一隻狗，都得被他罵」。第一期為參加王慧畫遺作拍賣會貴賓，第二期舉辦簽約儀式前被步整淇、趙卉園聯合殺害。                                                            |
| 蔡冠林   | 祝理                | 第1-2期                     | 宫梓的助理。 |
| 徐之祺   | 桂冰冰              | 第1-2期                     | 參加王慧畫遺作拍賣會貴賓。 |
| 賈馨雨   | 晏惠                | 第1-2期                     | 參加王慧畫遺作拍賣會貴賓、柯總的新秘書。因為炒股所以討厭綠色的食物。 於拍賣會場被宫梓出言調戲騷擾，第八期發現曾為年年友娛樂城的副經理。 |
| 劉小龍   | 錢董                | 第1-2, 12期                 | 喜歡吃海鮮，但因為養了金錢龜所以不吃甲魚。 參加王慧畫遺作拍賣會貴賓，後被發現為新樂園成員之一。 |
| 田淼     | Jelly步整淇         | 第1-2期                     | T.W.O酒店布草員。 第二期與趙卉園聯合殺害宮梓後服毒自殺。 原名珍情，作為SPARK組織成員冒名頂替步整淇身份進入T.W.O酒店。 |
| 劉霓霓   | Emma趙卉園          | 第1-2期                     | T.W.O酒店VIP接待員。 第二期與步整淇聯合殺害宮梓後服毒自殺。 原名紅英，作為SPARK組織成員冒名頂替趙奔園身份進入T.W.O酒店。 |
| 張琴     | Clean肖獨燁         | 第2、5、11-12期             | T.W.O酒店清潔人員。 |
| 冷斌     | 高徒                | 第3、5期                    | M市一家醫院主任醫師，高義診的徒弟。 喜歡白珍珍，又因膽小懦弱不敢替白院長澄清，以及拯救被劉媒體關在精神病院的白珍珍，故被白珍珍記恨栽贓嫁禍。 |
| 李宗霖   | 高義診              | 第3期                       | 動物象徵為山羊，意為「偽善」。新樂園八位最高精英之一。 M市一家醫院前院長/主任醫師。 自2018年後每年都會到T.W.O酒店進行義診服務找尋適合器官以作交易。 因殺害蕭媚，而被簡單報復殺害。 |
| 郭世棟   | Peter艾尚頒         | 第3期                       | T.W.O酒店客戶服務部總監。 以心臟被挖除、雙手反綁於身後及跪坐(贖罪)姿勢，死於T.W.O酒店B1停車場。 |
| 王晨陽   | 簡單                | 第3期                       | T.W.O便利商店售貨員。患有自閉症。是蕭媚的哥哥。 為了替妹妹報仇，加入SPARK組織並殺害艾尚頒、吳晏、紹紳、高義診等人。 |
| 王雨欣   | 蕭媚                | 第3期                       | M市一家醫院耗材紀錄員。簡單的妹妹。 發現哥哥簡單的腎臟被高義診摘除一顆，而進入一家醫院調查，並查出耗材紀錄為假，終被殺害並被拋屍於T.W.O酒店附近的魚池。為艾尚頒、吳晏、紹紳等三人的器官移植的供體人。 |
| 楊珺涵   | Kelly杜對琪         | 第3-7、9期                  | T.W.O酒店市場傳訊部新報到同事。實際上是SPARK組織的創始成員之一，陰差陽錯之下被白衣人所抓，為逃命自斷一掌替組織傳遞訊息。 真正身份為許曉麗，與李仁麗、丁玲玲和畢盛為同校同學，被後二者訛騙後，渡過了地獄般的一晚。為了報仇，整容拿取另一身份並與林茉茉合作，以報仇為自己人生目標。                                     |
| 肖雨軒   | 諾諾                | 第3-7、11-12期              | T.W.O酒店服務部職員。 |
| 尹瑩     | 石希生              | 第3-7、11-12期              | T.W.O酒店服務部職員。 |
| 馮子毅   | Chill方過           | 第3-4期                     | T.W.O酒店服務部主管。 第四期發現為柯老貴的兒子，以及偷拍群組的「Boss」，被調查局抓走。 |
| 馮子毅   | 柯老貴              |                             | 動物象徵-蜘蛛，意為「暗網」。斯拜德集團董事長，新樂園八位最高精英之一。 第八期發現於2024年10月29日，在車內被槍殺身亡，兇手疑似為林苿茉。 |
| 申之帥   | Check查方           | 第3-4、11-12期              | T.W.O酒店服務部樓層管理員，方過的手下。 在最後一集發現為新樂園的人，把無辜的人鎖在酒店裡。 |
| 張丹彤   | 袁林                | 第3-4期                     | T.W.O酒店園林雜工，被包安以偷拍照威脅。 加入SPARK組織並揭發偷拍事件的幕後人，迷暈方過後讓調查局將他帶走。 |
| 王佳豪   | 外賣員              | 第4期                       | 送奶茶到T.W.O酒店的外賣員。 |
| 于柏林   | Soda秦回富          | 第4、12期                   | T.W.O酒店副總經理。家裡養了貓，所以討厭百合花。 |
| 李嬌     | 何雪                | 第4期                       | 入住T.W.O酒店多次被當時的男友李偉直播偷拍。發布舉報影片後被抹黑。 |
| 彭湘桔   | 李偉                | 第4期                       | 入住T.W.O酒店多次偷拍女友何雪至直播間。後以嫌棄何雪名義，與之分手。 |
| 詹龍     | 龔宰                | 第4期                       | 於T.W.O酒店舉辦親子活動時，躲於玩偶內偷拍小孩。 |
| 田秉昆   | 千可凡              | 第4期                       | 千可迎的弟弟。無業，總是向姊姊千可迎要錢。趁著在T.W.O酒店會議室向姊姊要錢，藉機在會議桌下安裝偷拍裝置，拍攝姊姊的裙底，以此獲利。 |
| 吳劉梓義 | 包安                | 第4期                       | 曾任職T.W.O酒店行政部，多次用偷拍照威脅袁林。因義診發現腎有問題後失蹤。 |
| 趙愛誠   | 星星                | 第4期                       | 袁林的孫女。 |
| 蔡雪晴   | 白珍珍              | 第5期                       | 劉媒體的太太。因父親被誣陷死後，被劉媒體強制關在精神病院近20年。後假裝罹患精神病，被劉媒體接出院，並利用劉媒體原想陷害高徒的計畫，既成功栽贓高徒殺害劉媒體。後發現為SPARK組織成員。 |
| 趙燦宇   | 醫生                | 第5期                       | 白珍珍昏迷時，協助救治的醫生。 |
| 韓慧敏   | Carry全昶           | 第5-6、9-12期               | T.W.O酒店總經理。嚴厲、嚴格，凡事講求完美。 |
| 李劍雲   | 張粉兒              | 第6期                       | 推理社成員曾任職的1111新媒體公司同事。因前公司倒閉，投遞多家履歷無果，後轉任拍攝視頻的博主。半夜潛入T.W.O酒店拍攝視頻。 |
| 陸晨林   | 裴培                | 第6期                       | 蕭媚的好友。 |
| 黃淏楠   | 白喝                | 第6-7、9、11-12期           | T.W.O酒店明令禁止看到不能與之交談的白制服員工。 |
| 黃逍     | 白拿                | 第6-7、9、11-12期           | T.W.O酒店明令禁止看到不能與之交談的白制服員工。 |
| 董隽廷   | 白來                | 第6-7、9、11期              | T.W.O酒店明令禁止看到不能與之交談的白制服員工。 |
| 黃紀淵   | 白干                | 第6-7、9、11-12期           | T.W.O酒店明令禁止看到不能與之交談的白制服員工。 |
| 劉俊男   | 社司                | 第6-7期                     | 好好好推理社社長專用司機。 |
| 黃健     | 郭來仁              | 第4、7期                    | SPARK組織成員。 |
| 楊幻     | 狗主人              | 第7期                       | T.W.O酒店附近拿提城園區的住戶。 |
| 王司晨   | 花火                | 第7期                       | SPARK組織成員。 |
| 匡晴     | 花火                | 第7期                       | SPARK組織成員。 |
| 朱凱杰   | 守門人              | 第7、11期                   | SPARK組織據點的守門。 |
| 張睿婷   | 李仁麗              | 第7-9期                     | 原名:李曉安。第一季時臥底調查1111新媒體公司的調查局成員。此次為追查14年前好友許曉麗失蹤真相，而發現丁玲玲身後的非法組織。 |
| 吳悠悠   | 黑客                | 第8期                       | 好好好推理社社長幫推理社成員聯繫，協助解譯記憶卡的駭客。 |
| 盧澤通   | 保安                | 第8期                       | 好好好推理設合宿地點「未來感小區」的保安。 |
| 姚艾     | 許阿姨              | 第8期                       | 許曉麗的媽媽，為了尋找女兒，經常到未來感小區張貼尋人啟事。 |
| 黎夢鴿   | 姍姍                | 第8-9期                     | 年年友娛樂城的領班，一直忌妒丁玲玲。因目擊柯老貴被槍殺，導致精神失常。 |
| 李宣萱   | 許曉麗              | 第8-9期                     | M市一家思立高中的學生。2010年喜歡畢盛，被他與丁玲玲騙去黃金娛樂城遭到性侵，翌日失蹤。整容後化名杜對琪。 |
| 李響     | 李師傅              | 第11期                      | |
| 楊陌可   | 童年林菲菲          | 第11-12期                   | 莫莉的小時候。幼年時因生病加上馬樓的倒塌，所以和姐姐失聯。 |
| 劉思辰   | 童年林茉茉          | 第11-12期                   | 董禮怡的小時候。為了替幼小的妹妹治病，偷錢被打昏迷，回去時馬樓已倒塌，故與妹妹失聯。 |
| 肖星誼   | 林爸爸              | 第11-12期                   | 林茉茉、林菲菲的父親，被「新樂園」害死。 |
| 朱珂     | 林媽媽              | 第11-12期                   | 林茉茉、林菲菲的母親，被「新樂園」害死。 |
| 劉亞鵬   | 常來住              | 第12期                      | 新樂園大家長。 |
| 禇慶峰   | 巴總                | 第12期                      | 相當巴氏集團總裁。 |
| 唐雨萌   | 航務                | 第12期                      | |
| 李傳兵   | 機務                | 第12期                      | |
| 孟榆康   | 機長                | 第12期                      | |
| 劉子暢   | 機長                | 第12期                      | |